# 자유평의회
자유평의회(우크라이나어: Вільні ради 빌니 라디[*]:21)는 우크라이나 아나키스트 자유지구의 기본 사회조직단위(평의회)였다. 자유평의회는 여하의 중앙권력으로부터 독립적으로 작동했고, 모든 정당의 참여를 배제하고, 노동자 및 농민의 참여민주주의를 통한 자주경영을 추구했다.:107
자유평의회는 아나키즘적 지방자치의 최소단위로서, 이러한 자유평의회들이 각 지역별로 모이고 전국적으로 모여서 연방적 형태를 구성함으로써, 상대적으로 수평적인 조직으로서의 연방을 추구했다. 그러나 전쟁으로 인해 이러한 체제가 실제로 작동되는 것은 “상대적으로 평화롭고 안정적인 시기”로 한정되었다.:107-108

## 같이 보기
- 평의회공산주의
- 소비에트
- 노동자평의회